# 利夫里弗鎮區 (明尼蘇達州沃迪納縣)
利夫里弗鎮區（英語：Leaf River Township）是位於美國明尼蘇達州沃迪納縣的一個行政鎮區。

## 地方資料
利夫里弗鎮區的面積為91.12平方千米，皆為陸地。根據2020年美國人口普查的數據，當地共有人口473人，而人口密度為每平方千米5.19人。